# بيدرو براز
بيدرو براز (بالإنجليزية: Pedro Braz)‏ هو لاعب كرة قدم أمريكي في مركز الدفاع، ولد في 7 يونيو 1985 في لواندا في أنغولا. لعب مع وسترن ماس بيونيرز.